# Bundesdisziplinargesetz
Das Bundesdisziplinargesetz regelt in der Bundesrepublik Deutschland das beamtenrechtliche Verfahren bei Dienstvergehen von Bundesbeamten. Es findet gemäß § 77 Abs. 1 und 3 des Bundesbeamtengesetzes Anwendung und löste am 1. Januar 2002 die Bundesdisziplinarordnung ab.
In den Ländern wird das Disziplinarrecht in jeweils eigenen Gesetzen geregelt, die – trotz zum Teil abweichendem Recht in Detailfragen – dem gleichen Konzept folgen.